# Shigeru Kanno
(菅野 茂, Kanno Shigeru), compositor y director de orquesta japonés. Nacido en 1959 en Aoki, Iino, Fukushima. Realizó sus estudios en Fukushima, Tokio, Viena, Stuttgart, Ludwigsburg y Fráncfort junto a los profesores Takehito Shimazu, Akira Nishimura, Karl Österreicher, Leonard Bernstein, Helmut Lachenmann, Helmuth Rilling, Sergiu Celibidache y Hans Zender: teoría de música, piano, composición y musicología. Ha obtenido 57 premios internacionales por composición y dirección de orquesta. Ha dirigido al menos 150 repertorios de ópera y por lo menos 500 conciertos en el mundo entero. El número total de trabajos propios en Europa sólo es de 339 originales, 12 de música eléctrica, 20 arreglos y ca. 200 arreglos de originales.